# Streptokinază
Streptokinaza este un medicament trombolitic utilizat pentru a trata: infarctul miocardic acut, embolia pulmonară și tromboembolismul arterial. Calea de administrare disponibilă este cea intravenoasă. Este o enzimă trombolitică.
Streptokinaza a fost descoperită în anul 1933 în streptococul beta-hemolitic.  Se află pe lista medicamentelor esențiale ale Organizației Mondiale a Sănătății. Medicamentul nu mai este disponibil în multe state, inclusiv în Statele Unite ale Americii și în statele Uniunii Europene.